# 뤼트 휠릿
뤼트 휠릿(네덜란드어: Ruud Gullit, 네덜란드어 발음: [ˈryt ˈxʏlɪt] ( 듣기), 1962년 9월 1일~)은 네덜란드의 축구인이다. 현역 시절 주요 포지션은 공격형 미드필더였지만 공격수, 미드필더, 수비수 포지션을 모두 담당할 수 있었던 유틸리티 플레이어였다. 1987년 발롱도르를 받았고 1987년과 1989년 월드 사커 올해의 축구 선수에 선정되었으며 2004년 국제 축구 연맹의 100주년을 맞이해 펠레가 선정한 FIFA 100에 포함되었다. 본명은 뤼디 딜(네덜란드어: Rudi Dil)이며 대한민국에서는 이름을 로마자 그대로 발음한 루드 굴리트로도 알려져 있다.
수리남인 아버지와 네덜란드인 어머니에게서 태어난 휠릿은 HFC 하를럼에서 프로 경력을 시작한 후 페예노르트, PSV 에인트호번을 거쳐 1987년 AC 밀란으로 이적했다. 그는 1800만 휠던(당시 환율로 약 600만 파운드)의 이적료로 밀란으로 이적하며 이적 당시 기준으로 세계에서 가장 비싼 이적료로 이적한 선수가 되었다. 이후 밀란에서 마르코 판 바스턴, 프랑크 레이카르트와 함께 "황금 트리오(네덜란드어: Gouden trio)"를 결성해 세리에 A에서 3번, 유러피언컵에서 2번 우승했다. 1995년 첼시 FC로 이적했고 1996년 첼시의 선수 겸 감독으로 임명되었다. 감독으로써의 첫 번째 시즌에 첼시의 FA컵 우승을 이끌며 처음으로 FA컵에서 우승한 비(非)잉글랜드인 흑인 감독이 되었다.
1981년 네덜란드 축구 국가대표팀에 데뷔한 휠릿은 UEFA 유로 1988에 네덜란드 대표팀의 주장으로 참가해 유로 1988에서 우승했고, 1990년 FIFA 월드컵과 UEFA 유로 1992에도 참가했다.

## 어린 시절
뤼트 휠릿은 네덜란드의 암스테르담에서 프랑크 레이카르트의 아버지 헤르만 레이카르트와 함께 수리남에서 네덜란드로 이주한 수리남인 아버지 헤오르허 휠릿(네덜란드어: George Gullit)과 암스테르담 요르단 지구 출신 네덜란드인 어머니 리아 딜(네덜란드어: Ria Dil) 사이에서 혼외자로 태어났다. 아버지 헤오르허 휠릿은 수리남 축구 국가대표팀에서 레프트백으로 뛰었던 축구 선수이자 지역 학교에서 경제학을 가르치던 교사였으며, 네덜란드로 이주할 당시 이미 아내와 세 자녀들이 있었다. 그는 리아와 만나 뤼트를 가졌지만 그의 가족들을 떠나지 않았고 종종 뤼트를 만나러 리아를 찾아갔다. 어머니 리아 딜은 암스테르담 국립미술관의 직원이었다.
뤼트는 로젠드바르스트라트(네덜란드어: Rozendwarsstraat) 외곽에서 길거리 축구를 하며 축구 기술들을 성장시켰고, 1970년 ASV 메이르보이스(네덜란드어: ASV Meerboys) 유소년팀에 입단했다. 그는 10살에 요르단 지구에서 아우트베스트(네덜란드어: Oud-West) 지구로 이사했고 메이르보이스에서 AFC DWS로 소속팀을 바꿨으며 그곳에서 프랑크 레이카르트를 만났다. DWS에서 뛰면서 뤼트는 어머니의 성이자 자신의 성 '딜(Dil)'보다 아버지의 성 '휠릿(Gullit)'이 축구 선수에게 더 적합한 성이라고 생각해 '딜'이 아닌 '휠릿'을 유니폼에 사용하기 시작했다.

## 구단 경력

### HFC 하를럼
1978년 9월 22일, 휠릿은 그를 오랫동안 지켜보고 그의 아버지 헤오르허 휠릿와 그를 사적으로 만나 HFC 하를럼으로 이적할 것을 설득한 배리 휴스의 제안을 수락하며 하를럼에서 프로 축구 선수 경력을 시작했다. 휠릿은 1979년 8월 19일 하를럼과 MVV 마스트리흐트와의 경기에서 데뷔했는데, 데뷔전 당시 나이 16살 11개월로 당시 시점에서 에레디비시에 데뷔한 역대 최연소 선수가 되었다. 하를럼에서의 첫 번째 시즌에 하를럼은 에레디비시에서 최하위를 차지하며 에이르스터 디비시로 강등되었으나 1980-81시즌 에이르스터 디비시에서 우승하며 에레디비시에 복귀했다. 휠릿은 1980-81시즌 에이르스터 디비시의 최우수 선수로 선정되었다.
1981-82시즌 에레디비시에서 하를럼은 리그에서 4등을 기록하며 클럽의 역사상 첫 번째 유럽 클럽 축구 대항전인 1982-83년 UEFA컵 출전 자격을 획득했다. 휠릿은 이 시즌에서 자신이 넣은 최고의 골이 FC 위트레흐트와의 경기에서 4명의 수비수들과 골키퍼를 제치고 넣은 골이라고 회상했다. 배리 휴스는 휠릿가 보여준 축구 실력에 큰 인상을 받아 그를 "네덜란드의 덩컨 에드워즈"라고 묘사했다.

### PSV 에인트호번
1985년 굴리트는 PSV 에인트호번으로 이적했고 팀을 위해 68번의 리그 출전에서 46골을 기록했다. 휠릿은 PSV가 에레디비시 우승을 획득하는 데 도움을 주면서 1986년에 다시 올해의 축구 선수로 선정되었으며, 이 업적은 다음 해에도 반복되었다. 휠릿이 세계적인 축구 선수로 자리매김하기 시작한 것은 PSV에서였으며 그의 독특하고 험상궂은 외모는 유럽 최대 클럽의 시선을 사로잡았습니다. 페예노르트 지지자들은 그를 "늑대"라고 낙인찍고, 돈을 위해 아인트호벤으로 이적했다고 비난했다.

## 플레이 스타일
다재다능한 선수였던 휠릿은 여러 포지션에서 자연스럽고 능숙했으며 작업 속도, 볼 획득 능력 및 전술적 지능으로 인해 공격적으로뿐만 아니라 수비적으로도 팀을 도울 수 있었다. 일반적으로 공격형 미드필더나 세컨드 스트라이커로 뛰었던 그는 미드필더나 최전방, 양쪽 윙, 심지어 중앙 어디든 뛸 수 있었고 스위퍼 역할도 할 수 있었다.
역대 최고의 선수 중 한 명으로 여겨지는 이유 중 하나로는 힘과 속도를 기술과 결합하여 큰 효과를 발휘하는 운동 능력이었다. 그는 키가 크고 힘이 세며 점프 능력이 뛰어났기 때문에 공중볼 경합 상황에서도 유리했다. 그 외에도 타고난 균형, 균형감, 기술적인 능력, 그리고 드리블 능력도 겸비했다.
휠릿은 또한 그의 지능적인 플레이 및 창의성, 비전 및 공간을 활용하는 능력으로도 유명했다. 이러한 자질은 경력 초기에 골을 넣는 데 도움이 되었고 후반에는 플레이메이커로서 역할을 수행할 수 있게 해주었으며 위협적인 찬스를 만드는 것으로 유명했다.  또한 정확한 프리킥 능력을 지닌 키커로서도 유명했다. 경기장 외에서도 휠릿은 리더십과 끈기는 자주 돋보였다. 그러나 그의 이러한 재능에도 불구하고 그는 경력 전반에 걸쳐 부상으로 어려움을 겪었고 이는 나중에 그의 체력에까지 영향을 미치는 결과를 낳았다.
그의 플레이에 대해서 조지 베스트는 이러한 말을 남겼다.
"뤼트 휠릿은은 모든 기준에서 볼 때 훌륭한 선수이다. 그는 모든 기술을 갖추고 있습니다. 그는 공을 가지고 하는 일을 두려워하지 않다. 그리고 그는 매 순간을 즐기고 있는 것처럼 보인다. 내 생각엔 그것이 그를 마라도나보다 더 나은 선수로 만드는 이유다. 둘 다 최고의 선수들에게서 찾을 수 있는 핵심 자질인 균형을 갖고 있다. 공에서 그들을 밀어낼 수는 없다. 펠레, 베켄바우어, 크라위프도 마찬가지였다. ."

## 지도자 경력

### 첼시
1996년 여름 첼시의 감독 글렌 호들이 잉글랜드 축구 국가대표팀의 감독이 되면서 첼시를 떠나게 되자 언론들은 첼시의 회장 켄 베이츠가 조지 그레이엄을 호들의 후임으로 생각하고 있다고 보도했다. 첼시의 서포터들은 그레이엄 대신 뤼트 휠릿가 첼시의 감독이 되어야 한다고 경기장에서 구호를 외쳤고, 휠릿은 1996년 5월 10일 첼시의 선수 겸 감독이 되면서 프리미어리그 최초의 네덜란드인 감독이 되었다. 휠릿은 첼시의 지휘봉을 잡은 첫 번째 시즌에 첼시의 1996-97시즌 FA 프리미어리그 6등과 1996-97 시즌 FA컵 우승을 이끌며 26년 만에 첼시에 잉글랜드 주요 대회 우승 트로피를 제공했고, 잉글랜드의 주요 축구 대회에서 우승한 첫 번째 비(非)잉글랜드인이자 첫 번째 흑인 감독이 되었다.
휠릿은 1998년 2월 12일, 첼시가 1997-98시즌 FA 프리미어리그에서 리그 2등에 위치하고 1997-98시즌 UEFA 컵위너스컵 8강전과 1997-98시즌 풋볼 리그 컵 4강전을 치르는 시점에 첼시에서 경질되었다. 구단은 휠릿가 재계약 조건으로 구단의 기준보다 많은 급여를 요구했기 때문에 휠릿를 경질했다고 발표했지만 휠릿은 구단에 많은 급여를 요구한 적 없었다고 말하며 구단의 발표를 부정했다. 휠릿의 후임으로는 휠릿가 첼시에 영입했던 잔루카 비알리가 선임되었고, 그는 첼시의 1997-98시즌 UEFA 컵위너스컵과 풋볼 리그 컵 우승을 이끌었다.

### 뉴캐슬 유나이티드
1998년 8월 27일, 휠릿은 1997-98시즌의 부진으로 인해 케니 댈글리시를 경질하고 후임 감독을 찾고 있던 뉴캐슬 유나이티드의 감독으로 부임했다. 그는 뉴캐슬 유나이티드에서의 첫 시즌에 FA 프리미어리그에서 13등을 차지하고 UEFA 컵위너스컵 1라운드에서 FK 파르티잔에 패배하며 컵위너스컵에서 탈락했지만 FA컵 결승전에 진출해 맨체스터 유나이티드에 패배하며 준우승을 기록했다.
휠릿은 구단에서 자신의 영향력을 확대하는 과정에서 고압적인 태도로 인해 뉴캐슬 유나이티드의 고참 선수들과 갈등을 빚었다. 그는 롭 리의 주장직과 등번호를 박탈하고 앨런 시어러에게 주장직을, 키런 다이어에게 리가 달던 등번호 7번을 주었고 팀동료들과의 합동훈련을 금지시켰다. 그는 스튜어트 피어스, 존 반스와도 마찰을 빚었고 "타인 위어 더비가 밀라노 더비보다 열등하다."라고 말했다. 휠릿은 시어러와 덩컨 퍼거슨과도 갈등을 빚었고 1999년 8월 25일 FA 프리미어리그 5라운드이자 선덜랜드 AFC와의 타인 위어 더비에서 시어러와 퍼거슨을 선발에 기용하지 않고 벤치에 앉혔다. 타인 위어 더비에서 뉴캐슬은 선덜랜드에게 2대 1로 패배했고, 휠릿은 3일 뒤 1999년 8월 28일 뉴캐슬의 감독직에서 사임했다. 휠릿가 사임한 후 스티브 클라크가 보비 롭슨 경이 뉴캐슬의 감독직을 맡을 때까지 뉴캐슬의 임시 감독으로 부임했다.
휠릿은 2006년 포포투와의 인터뷰에서 시어러를 선발에 기용하지 않았던 선택이 옳았다고 말했지만 시어러는 2021년 미러와의 인터뷰에서 휠릿가 자신을 뉴캐슬에서 쫓아내려 했었으며 만약 8월 25일 타인 위어 더비에서 뉴캐슬이 승리했다면 휠릿에 의해 뉴캐슬을 떠나게 되었을 것이라고 말했다.

### 네덜란드 U-21 대표팀
2003년 휠릿은 네덜란드 U-21 축구 국가대표팀의 감독으로 임명되었고 2004년까지 네덜란드 U-21 대표팀을 이끌었다. 네덜란드 U-21 대표팀은 2004년 UEFA U-21 축구 선수권 대회 예선에서 탈락하며 본선 진출에 실패했다.

### 테레크 그로즈니
2011년 1월 18일, 뤼트 휠릿은 러시아 프리미어리그의 클럽 테레크 그로즈니의 감독으로 임명되었고, 18개월 동안 테레크 그로즈니를 감독하는 계약을 체결했다. 휠릿은 《소베츠키 스포르트(러시아어: Советский спорт)》와의 인터뷰에서 자신이 축구를 통해 체첸 사람들의 삶에 활력을 가져다주고 싶다고 말했다. 테레크 그로즈니에서 13경기를 감독하며 3경기에서 승리를 거둬 리그 14등을 기록하자 휠릿은 2011년 6월 14일 테레크 그로즈니가 암카르 페름에 1대 0으로 패배한 이후 테레크 그로즈니의 회장 람잔 카디로프에 의해 감독직에서 경질되었다.

### 네덜란드 대표팀
2017년 9월 9일, 뤼트 휠릿은 네덜란드 축구 국가대표팀의 감독을 맡은 딕 아드보카트에 의해 대표팀의 수석코치에 임명되었다. 2017년 11월 30일, 아드보카트가 네덜란드 대표팀의 감독에서 물러나면서 휠릿 또한 대표팀의 수석코치에서 물러났다.

## 방송인 경력
2022년 6월 26일, 뤼트 휠릿은 JTBC의 축구 전문 예능 프로그램 《뭉쳐야 찬다2》에 특별 게스트로 초대되었다.

## 개인사
현역 시절 가지고 있었던 길게 땋은 머리로 인해 "검은 튤립"이라는 별명을 얻은 휠릿은 결혼을 3번 가졌고 이 결혼들은 모두 이혼으로 끝났다. 그는 1984년 이보너 더 프리스(네덜란드어: Yvonne de Vries)와 결혼해 2명의 딸을 가졌으나 1991년 그녀와 이혼했다. 이후 휠릿은 크리스티나 펜사(네덜란드어: Cristina Pensa)와 결혼식을 올려 2명의 자녀들을 가졌으나 펜사와도 이혼했다. 휠릿은 요한 크라위프의 조카딸 에스텔러 크라위프(네덜란드어: Estelle Cruijff)와 결혼해 2명의 자녀들을 가졌으나 에스텔러는 바다 하리와 만남을 가지고 있었고 둘은 이혼했다. 자녀들 중 휠릿과 에스텔러 크라위프 사이에서 태어난 아들 막심 휠릿은 아버지를 따라 축구 선수로 활동하고 있다.

## 수상 내역

#### 페예노르트
- 에레디비지에 : 1983-84
- KNVB컵 : 1983-84

#### PSV
- 에레디비지에 : 1985-86, 1986-87

#### AC밀란
- 세리에 A : 1987-88, 1991-92, 1992-93
- 유로피언컵 : 1988-89, 1989-90
- 수페르코파 이탈리아나 : 1992, 1994
- UEFA 슈퍼컵 : 1990
- 인터컨티넨탈컵 : 1990

#### 삼프도리아
- 코파 이탈리아 : 1993-94

 첼시
- FA컵 : 1996-97

#### 네덜란드
- UEFA 유로 : 1988

### 개인
- 발롱도르 : 1987
- 네덜란드 골든슈 : 1986
- 네덜란드 올해의 선수 : 1984, 1986
- 네덜란드 올해의 운동 선수 : 1987
- UEFA 유로 올스타팀 : 1988, 1992
- PFA 올해의 팀 : 1995-96
- 월드사커 올해의 선수 : 1987, 1989
- 월드사커 선정 20세기 최고의 선수 100인
- 옹즈 드 옹즈 : 1987, 1988, 1989
- UEFA 골든 주빌리 투표 : 13위
- 이탈리아 축구 명예의 전당 : 2017
- AC밀란 명예의 전당
- 골든풋 레전드상 : 2011
- FIFA 100 : 2004

#### 발롱도르
- 1983 - 30
- 1986 - 17
- 1987 - 1
- 1988 - 2
- 1989 - 7
- 1991 - 21
- 1993 - 12